# Henkie T
Henk Mando (Paramaribo, 3 oktober 1994), beter bekend onder zijn artiestennaam Henkie T, is een Nederlandse rapper.

## Carrière
Hij is bekend geworden als lid van de rapformatie SBMG. Hij groeide op in Kraaiennest, een deel van de Bijlmer in Amsterdam-Zuidoost. In 2019 besloten Henkie T en Chivv om hun aandacht meer op individuele projecten te richten en minder op SBMG. Hij heeft zijn eigen platenlabel QuatroVision waar hij het meeste van zijn tijd in steekt.
Meerdere singles – solo en met andere rappers – bereikten de Single Top 100. In het najaar van 2019 bracht hij zijn debuutalbum Visionair uit, deze behaalde de vierde plek in de Nederlandse Album Top 100.
In juli 2020 bracht hij het nummer Dom Pérignon uit in samenwerking met Qlas en Blacka, Jonna Fraser en Murda. Het nummer behaalde de 13e plek in de Nederlandse Single Top 100 en won in september 2020 de FunX Music Award voor beste samenwerking.